# Jerzy Łaba
Jerzy Andrzej Łaba (ur. 17 marca 1956 we Wrocławiu, zm. 11 marca 2022 tamże) – polski perkusista rockowy i jazzowy. Instruktor muzyczny i nauczyciel gry na perkusji.

## Życiorys
Uczęszczał do Liceum Muzycznego we Wrocławiu. Jest perkusyjnym samoukiem. Zaczynał wraz z gitarzystami Krzysztofem Mandziarą i Waldemarem Łabanowiczem oraz z basistą Romanem Tarnawskim w jazzującym Air Bandzie (1978–1980) w którym grał muzykę instrumentalną. Formacja występowała we wrocławskich klubach, a także w klubach w innych polskich miastach. Wzięła także udział jednej z imprez towarzyszących festiwalowi Jazz nad Odrą (1978). W 1979 roku klawiszowiec Marek Biliński zaprosił jego, jak i pozostałych muzyków Air Bandu do współpracy (po krótkim okresie grania instrumentalnego, dołączył wokalista Włodzimierz Grzesik) i w efekcie powstał zespół Arbiter Elegantiarum, którego żywot był krótki, ponieważ zakończył się w 1980 roku wraz z przejściem Bilińskiego do grupy Bank. Zespół zdążył jednak zagrać kilka koncertów w tym ten najważniejszy, który miał miejsce 8 czerwca 1980 roku, gdy wystąpił w koncercie wieczornym podczas Ogólnopolskiego Przeglądu Muzyki Młodej Generacji w Jarocinie – obok Kasy Chorych i Porter Bandu. W 1981 roku perkusista założył rhythm and bluesową grupę Solid Body z którą wystąpił na festiwalach: Jesień z Bluesem (1982), koncert „Rock dla pokoju” w ramach Jazzu nad Odrą, Rawa Blues oraz wziął udział w chorzowskich spotkaniach muzycznych „Jazz w Kocyndrze”. W czerwcu 1983 roku muzyk opuścił zespół. Następnie grał w United Force (1987–1990) i Wanted Friends (1993–1995). W roku 1994 wydał autorski podręcznik pt. Podstawy gry na perkusji: Podziały i przejścia. Od 2000 roku wchodzi w skład zespołu Widzimisie. Jest również instruktorem muzycznym i nauczycielem gry na perkusji w Ośrodku Działań Twórczych „Światowid” we Wrocławiu. 
Zmarł 11 marca 2022 roku we Wrocławiu w wieku 65 lat. Został pochowany na Cmentarzu Grabiszyńskim (kwatera 29-589-15). 